# يان آن
يان آن (بالصينية: 闫安) هو لاعب تنس الطاولة صيني، ولد في 12 يناير 1993 في بكين في الصين.

## وصلات خارجية
- يان آن على موقع منظمة تنس الطاولة العالمي (الإنجليزية)
- يان آن على موقع اللجنة الأولمبية الصينية (الإنجليزية)